# Georg Faber
Pour les articles homonymes, voir Faber.
Georg Faber est un mathématicien allemand, spécialiste de l'analyse complexe, né le 5 avril 1877 à Kaiserslautern et décédé le 7 mars 1966 à Munich.

## Carrière
Georg Faber a obtenu son doctorat à l'Université Louis-et-Maximilien de Munich en 1902 avec une thèse intitulée Über Reihenentwicklungen analytischer Funktionen.
Il a été professeur titulaire de mathématiques à Tübingen (1909–1910), Stuttgart (1910–1912), Königsberg (1912–1913), Strasbourg (1913–1916) et à la Technische Hochschule de Munich (1916–1946).
En 1921 il est élu membre ordinaire de la classe de mathématiques et sciences naturelles de l'Académie bavaroise des sciences.
À la fin de la Seconde Guerre mondiale, Faber est nommé recteur de Technische Hochschule par le gouvernement militaire. Dans cette fonction, il s'engage pour la reprise des cours qui a lieu au semestre d'été 1946, après quoi il obtient l'éméritat.

## Travaux
La plupart des travaux de Georg Faber portent sur la théorie des fonctions en analyse complexe. Il a étudié notamment le développement en série de polynômes de fonctions analytiques dans une région dont le contour est une courbe lisse. Ces polynômes sont entièrement déterminés par la région; ils sont appelés polynômes de Faber. En 1923, il démontre, indépendamment d'Edgar Krahn, les inégalités de Rayleigh-Krahn-Faber (en) en dimension 2.
En plus des polynômes de Faber, il a introduit la série de Faber, la courbe de Lévy en 1910 et le système de Faber–Schauder qui a abouti à la base de Schauder.
Faber a collaboré à la publication des œuvres d'Elwin Bruno Christoffel.

## Publications (sélection)
- (de) Georg Faber, « Über polynomische Entwicklungen », Mathematische Annalen, Springer Berlin / Heidelberg, vol. 57,‎ 1903, p. 389–408 (ISSN 0025-5831, DOI 10.1007/BF01444293)
- (de) Georg Faber, « Über stetige Funktionen II », Mathematische Annalen, vol. 69,‎ 1910, p. 372-443
- (de) Georg Faber, « Über Tschebyscheffsche Polynome. », Journal für die reine und angewandte Mathematik, vol. 150,‎ 1919, p. 79–106 (ISSN 0075-4102, JFM 47.0315.01, lire en ligne)
- Alfred Pringsheim et Georg Faber, « Séries hypergéométriques », dans Jules Molk (éd.), Encyclopédie des sciences mathématiques pures et appliquées, t. II : Deuxième volume. Fonctions de variables complexes, Gauthier-Villars, 1911 (lire en ligne), p. 91-93
- Ludwig Maurer, Adolf Krazer et Georg Faber, E. B. Christoffel : Gesammelte mathematische Abhandlungen, t. I, Teubner, 1910 (lire en ligne)
- Ludwig Maurer, Adolf Krazer et Georg Faber, E. B. Christoffel : Gesammelte mathematische Abhandlungen, t. II, Teubner, 1910 (lire en ligne)